# Whitfield (Northumberland)
Whitfield – wieś w Anglii, w hrabstwie Northumberland, w civil parish Plenmeller with Whitfield. Leży 48 km na zachód od miasta Newcastle upon Tyne i 407 km na północ od Londynu.